# Ushers syndrom
Ushers syndrom är uppkallat efter den brittiske läkaren Charles Usher 1914 men beskrivet av Albrecht von Graefe 1858. Det är ett samlingsnamn för en grupp närbesläktade, sällsynta, ärftliga sjukdomar som ger syn- och hörselnedsättning. Syndromet är en av de vanligaste orsakerna till dövblindhet.
Sjukdomen delas in i tre grupper, som var och en sedan delas in i ett antal underkategorier. Sjukdomen är recessivt nedärvd, och man räknar med att en av 70 av den svenska befolkningen är asymptomatisk heterozygot för ett arvsanlag (det finns flera) som ger upphov till Ushers syndrom. 
- Ushers syndrom typ I kännetecknas av en grav hörselskada och nedsatt balanssinne, och tillkomst av synstörningar i form av retinitis pigmentosa i barnåren.
- Ushers syndrom typ II kännetecknas av en måttlig hörselnedsättning och inga balanssvårigheter, och senare debut av synstörningarna (tonåren).
- Ushers syndrom typ III kännetecknas av måttlig hörselnedsättning och likaledes måttliga balansbesvär, som blir allt mer uttalade med åren. Synstörningen märks i barndomsåren. I 30-årsåldern tillkommer ofta grå starr.